# Georg Christian Schemelli
Georg Christian Schemelli (né entre 1676 et 1680 à Herzberg - mort le 5 mars 1762 à Zeitz) est un Kantor allemand qui a composé des recueils de chants et collaboré avec Johann Sebastian Bach.

## Biographie
Schemelli est de 1695 à 1700 élève à la Thomasschule de Leipzig puis devient en 1707 Kantor à Treuenbrietzen, puis, en 1727, Hofkantor (Chef de chœur de cour) à Zeitz, un poste qu'il a occupé jusqu'à sa retraite en 1758.

## Œuvres
Le Musicalisches Gesang-Buch, publié en 1736 à Leipzig, est la seule publication connue des œuvres de Schemelli. Il se compose de 954 Lieder sacrés.